# Atlassib (grup)
Atlassib este un grup de companii din România, controlat de omul de afaceri sibian Ilie Carabulea.
Din holdingul Atlassib fac parte compania de transport internațional de persoane Atlassib, precum și firmele de transport de marfă Transcar, Comtram și Transcom.
Holdingul cuprinde încă patru firme de legumicultură, pomicultură, zootehnie și industria cărnii, precum și două firme de comerț, Comat Sibiu și Bricomat.
De asemenea, din holding mai fac parte și Carpatica Asigurări,
compania hotelieră Atlantic Travels, care deține hotelul Ramada din Sibiu, Horticola International Sevis, care deține o fabrică de lapte și Horticola International, specializată în cultivarea pomilor fructiferi și comercializarea acestora în magazinele proprii.
Bricomat este un magazin de bricolaj din Sibiu, deschis la sfârșitul anului 2002, printr-o investiție de 2,5 milioane dolari, și care are o suprafață de vânzare de 3.000 de metri pătrați.
Cifra de afaceri în 2006: 225 milioane euro